# Ейреніс сумирний
Ейреніс сумирний (Eirenis modestus) — вид змій родини полозових (Colubridae). Поширений у Західній, Центральній і Південній Азії. Мешканець аридних передгірських та гірських ландшафтів. Описано 3 підвиди. 

## Опис

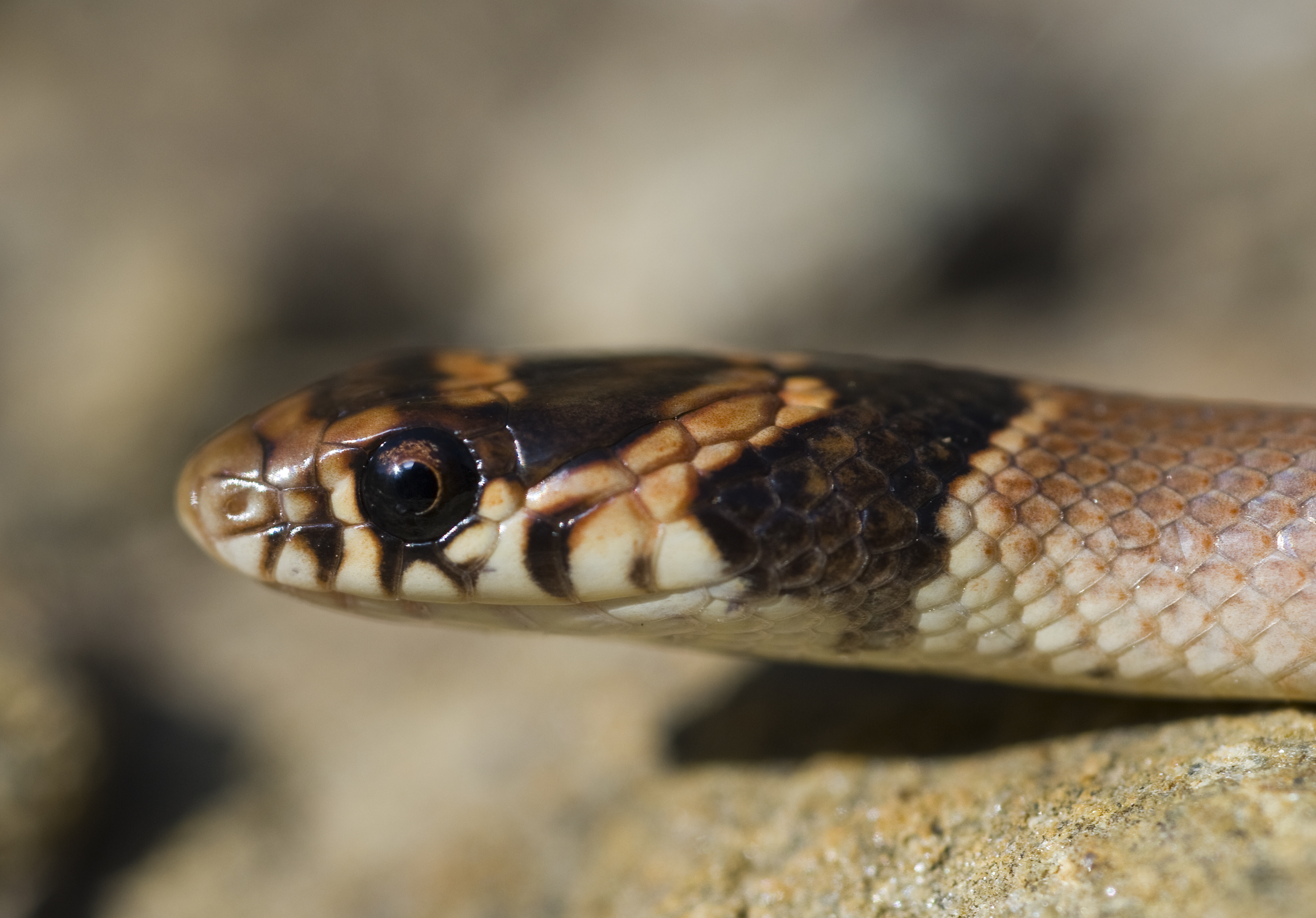

Невелика змія із струнким і тонким тілом. Довжина тіла (L. — довжина тіла від кінчика морди до клоаки) не перевищує 59 см. Хвіст (L.cd.) відносно недовгий: співвідношення  L./L.cd. у самців складає 3,0—3,5, у самок — 3,7—4,4. Голова слабо відмежована від шиї. Кінчик морди тупо закруглений. Верхньощелепна кістка несе ряд із 14—22 майже однакових, слабо загнутих назад, зубів. На піднебінних кістках розташовано 10—12 зубів, на крилоподібних — до 22 зубів. Зуби поступово зменшуються вглиб пащі.  

### Лускатий покрив
Тіло вкрите відносно гладенькою лускою, з однією апікальною порою. Навколо середини тулуба (Sq.) розташовано 17 рядів луски. Черевних щитків (Ventr.) у самців 166—181, у самок — 181—187. Підхвостових щитків (Scd.) у самців 64—77 пар, у самок — 55—64 пари. Анальний щиток роздільний.
Голова зверху вкрита великими симетричними щитками. Бічні лінії лобного щитка помітно сходяться позаду. Середньої величини виличний щиток лежить на другому і може торкатися третього, рідше — другого верхньогубного. Є один, напіврозділений, передочний і 2 заочноямкових щитка. Верхньогубних  7, з них третій і четвертий торкаються ока. Задні нижньощелепні щитки за розміром майже не поступаються переднім і розділені 1—2 рядами дрібних лусочок. 

### Забарвлення
Забарвлення спинної сторони тіла сірого, коричнювато-сірого або червонувато-бежевого кольору, луска темніша по краях і світла у середині кожної з них. Хвіст звичайно світліший. На голові молодих і середнього розміру особин на світло-помаранчевому фоні розташований характерний малюнок, який складається з більш-менш М-подібної чорної смуги між передніми краями очей і такого ж кольору великої плями, що звужується ззаду на тім'яних щитках, іноді зі світлим «оком» посередині. На шиї позаду голови розташовується чорна, дугоподібна смуга (комірець, нашийник), облямована світлими, жовтуватими або рожевими лініями і має спрямований вперед конічний виступ, який нерідко зливається з темною плямою на тімені. Позаду нашийника на шиї є іноді темна цятка. З часом нашийник і малюнок на голові світлішають, втрачають чіткість й у дорослих особин майже або повністю зникають. Задні краї верхньогубних щитків темні. Черево без темних плям, кремового або жовтуватого кольору з сіруватим або палевим відтінками. 

## Поширення
Мешкає на островах Егейського і Середземного моря, Греції на заході до Східної Туреччини, Сирії, Ізраїлі, Іраку, Ірану на сході. Зустрічається в Східній Грузії, Вірменії, Азербайджані, гірському Дагестані (Росія). 

## Особливості біології
Населяє сильно кам'янисті схили з розрідженою рослинністю на висотах 400—1800 м над рівнем моря. Ховається під камінням, в основі колючих чагарників. З'являється після зимівлі не раніше кінця квітня. З настанням сухої та спекотної погоди в липні—серпні виходить із схованок лише незадовго перед заходом сонця і майже не зустрічається в денний час. Період активності в залежності від погоди продовжується до жовтня—листопада.
Чисельність популяції досить висока. На маршруті довжиною 1 км, прокладеному у типових біотопах у Закавказзі, у травні можна зустріти до 8—15 змій.
Належить до яйцекладних змій. Самиця на початку липня відкладає до 3 сильно витягнутих яйця середнім розміром 16,5 × 5 мм. Молодь з довжиною тіла (L.) 110—115 мм з'являється, як правило, в середині липня.
Живиться в основному комахами, переважно прямокрилими, жуками, тарганами, гусінню, а також іншими безхребетними, зокрема мокрицями, багатоніжками, скорпіонами.

## Охорона
Стан більшості природних популяцій виду в межах ареалу залишається більш-менш стабільним. Саме тому він, згідно Червоного списку МСОП, отримав охоронний статус «відносно благополучний вид». Але в окремих регіонах спостерігається тенденція до зниження чисельності популяції виду, що потребує запровадження охоронних заходів. Тому, ейреніс сумирний занесений до Додатку ІІІ Бернської конвенції (охоронна категорія: вид підлягає охороні). 

## Систематика
Описано 3 підвиди: 
- Eirenis modestus modestus;
- Eirenis modestus semimaculatus;
- Eirenis modestus cilicius.